# Castell de Gurb
El castell de Gurb està situat al centre (841 m) del municipi de Gurb, al cim del característic turó conegut pel seu nom homònim, i s'alça darrere mateix de la vella església parroquial de Sant Andreu (563 m). Està coronat per una gran creu de ferro. És un edifici declarat bé cultural d'interès nacional.

## Descripció
Queden només les bases dels murs, d'una torre i de la cisterna dalt del cim conegut com a castell de Gurb. Restes del castell, d'una torre circular, fragments de muralla i corredor i l'arrencament d'un arc. Situat a 845 m sobre nivell del mar i a 300 m sobre el nivell de la Plana. Avui el cim és senyat amb una creu de ferro.

## Història
La història de Gurb comença amb la història del castell. La documentació vigatana fa esment del castrum Gorbi o Gurbi a partir del 886. Des de l'any 942, el castell consta en poder del vicari o governador comtal Ansulf, que actuà entre els anys 942 i el 990, i va comprar alous del terme al comte Borrell els anys 961 i 972, per ampliar el patrimoni familiar. Després passà a una branca dels Queralt.
Apareix esmentat ja a partir del 886 com a "castrum Gorbi". La dinastia del senyor del castell de Gurb és força coneguda, ja que es tracta de la mateixa família que va conquerir el castell de Queralt als límits del bisbat amb Tarragona i altres territoris d'aquelles contrades, i de la que deriven els llinatges dels Cervelló i els Queralt.
Hi ha documentada una capella al castell, dedicada a Sant Esteve (1273), que el 1321 tenia capellà propi. Cap al segle xv probablement va ser abandonat com habitatge.
Després de la seva ruïna pràcticament des del segle xiv, en una excavació del 1968 feta per un grup de gent de Gurb hi aparegué la base d'una gran torre circular, fragments de muralla, els inicis d'un arc i la cisterna. També es van trobar les restes de la capella de Sant Esteve.